# Dag Elfgren
Dag Elfgren, född 6 april 1964 i Hässleholm, är en svensk skådespelare.

## Filmografi
- 1997 – Midsommarafton
- 1999 – Skilda världar (TV-serie)
- 2004 – Rånarna
- 2005 – Carambole
- 2007 – Pyramiden